# رود پاراگوئه

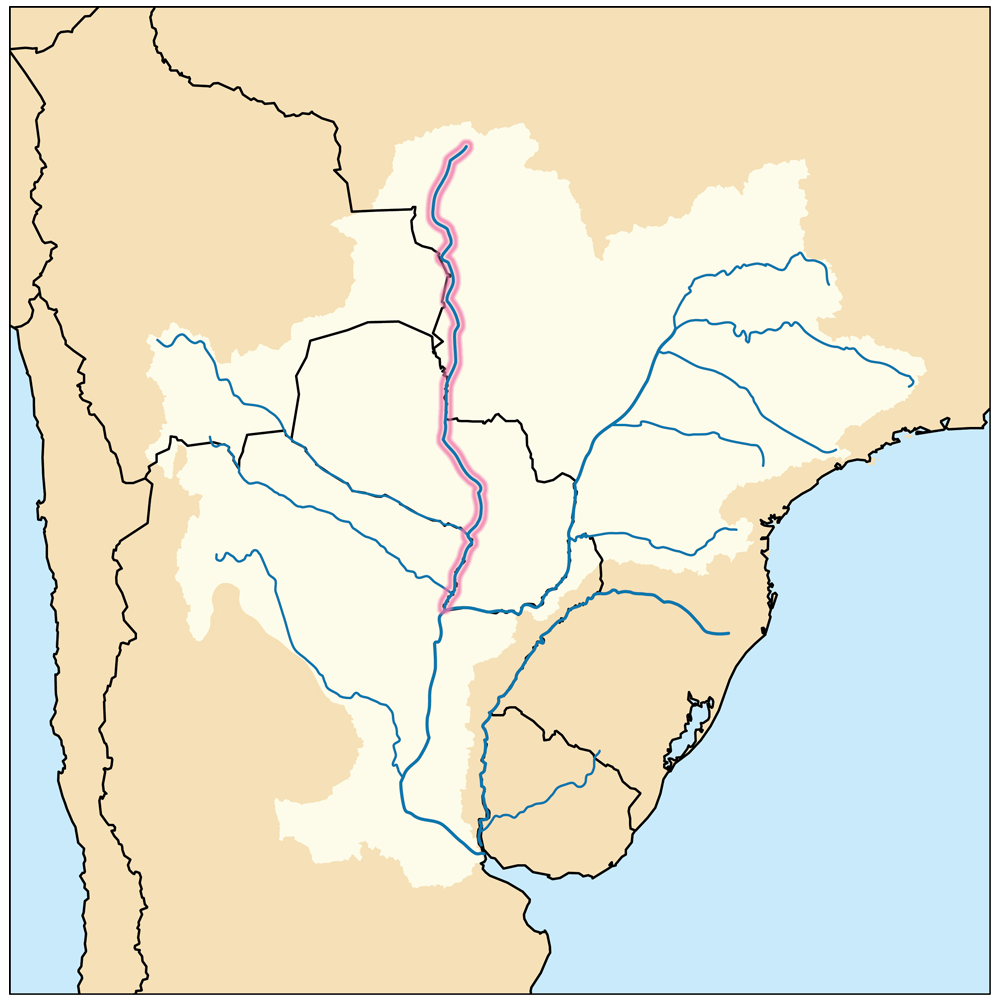
نقشه رود پاراگوئه که با رنگ قرمز پر رنگ شده‌است

رود پاراگوئه (به اسپانیایی و پرتغالی: ریوپاراگوای) رودی در جنوب مرکزی آمریکای جنوبی با درازای ۲۵۴۹ کیلومتر است که از برزیل، بولیوی، آرژانتین و پاراگوئه می‌گذرد. مبدأ این رود، ایالت ماتوگراسو در برزیل و ریزشگاه آن، رود پارانا در شمال ایالت کورینتس آرژانتین می‌باشد.
رود پاراگوئه از دیامانتینوی برزیل، به سوی جنوب غرب از شهر کاسه رس می‌گذرد. سپس به سوی جنوب از نواحی مردابی پانتانال در شهر کرومبا عبور می‌کند. پس از آنکه بخش کوچکی از مرز بین بولیوی و برزیل را تشکیل داد مجدداً به درون برزیل روان می‌شود. رود در شهر پوئرتو بائیا نگرا در پاراگوئه، مرز بین برزیل و پاراگوئه را تشکیل می‌دهد. با پیچی ملایم و طویل در جهت حنوب شرق، کشور پاراگوئه را به دو قسمت غربی و شرقی تقسیم می‌کند. قسمت غربی به نام گران چاکو منطقه‌ای نیمه خشک و بدون سکنه و قسمت شرقی منطقه‌ای انبوه و پرجمعیت.
پس از طی ۴۰۰ کیلومتر از مرکز پاراگوئه، در برخورد با رود پیلکومایو و گذر از شهر آسونسیون مرز بین آرژانتین و پاراگوئه را پدیدمی‌آورد. پس از آن ۲۷۵ کیلومتر به سمت جنوب غربی به رود پارانا می‌ریزد.

## بهره‌برداری

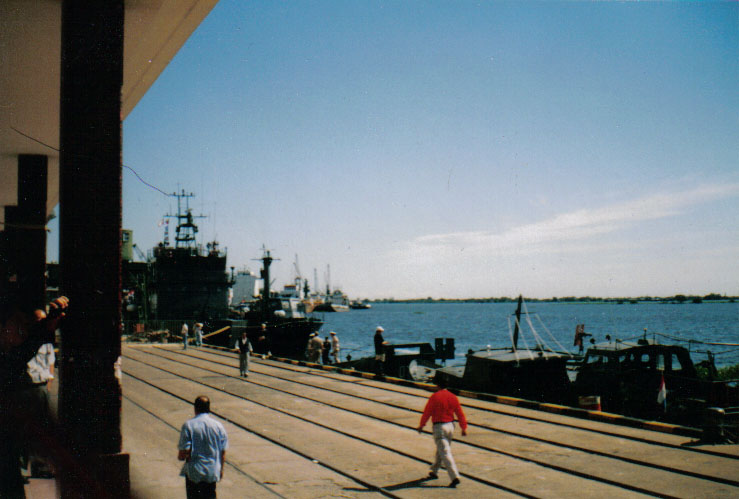
بندر آب عمیق در رودخانه Paraquay در Asunción، پاراگوئه

رود پاراگوئه با پوشش مساحت وسیعی که شامل جنوب برزیل، شمال آرژانتین، کل پاراگوئه و بخش‌هایی از بولیوی است، از مهم‌ترین رودهای دهانه آبریز ریورپلاته شناخته می‌شود. برخلاف بسیاری از رودهای حوضه پارانا، بر روی این رود سدی احداث نشده و رود تا مسافت قابل توجهی قابل کشتیرانی است. این امر، موقعیت بی نظیری به عنوان کریدورهای ترابری و تجاری، پل ارتباطی آبی برای کشورهای محصور در خشکی (پاراگوئه و بولیوی) به اقیانوس و ایجاد یک جاذبه جهانگردی برای رود فراهم ساخته‌است.
این رود در ماهیگیری و آبیاری کشتزارها مورد استفاده قرار می‌گیرد. طغیان‌های فصلی رود همچنین زندگی بسیاری از سکنه کناره‌های رود را مختل می‌کند .
.